# Anacoreta

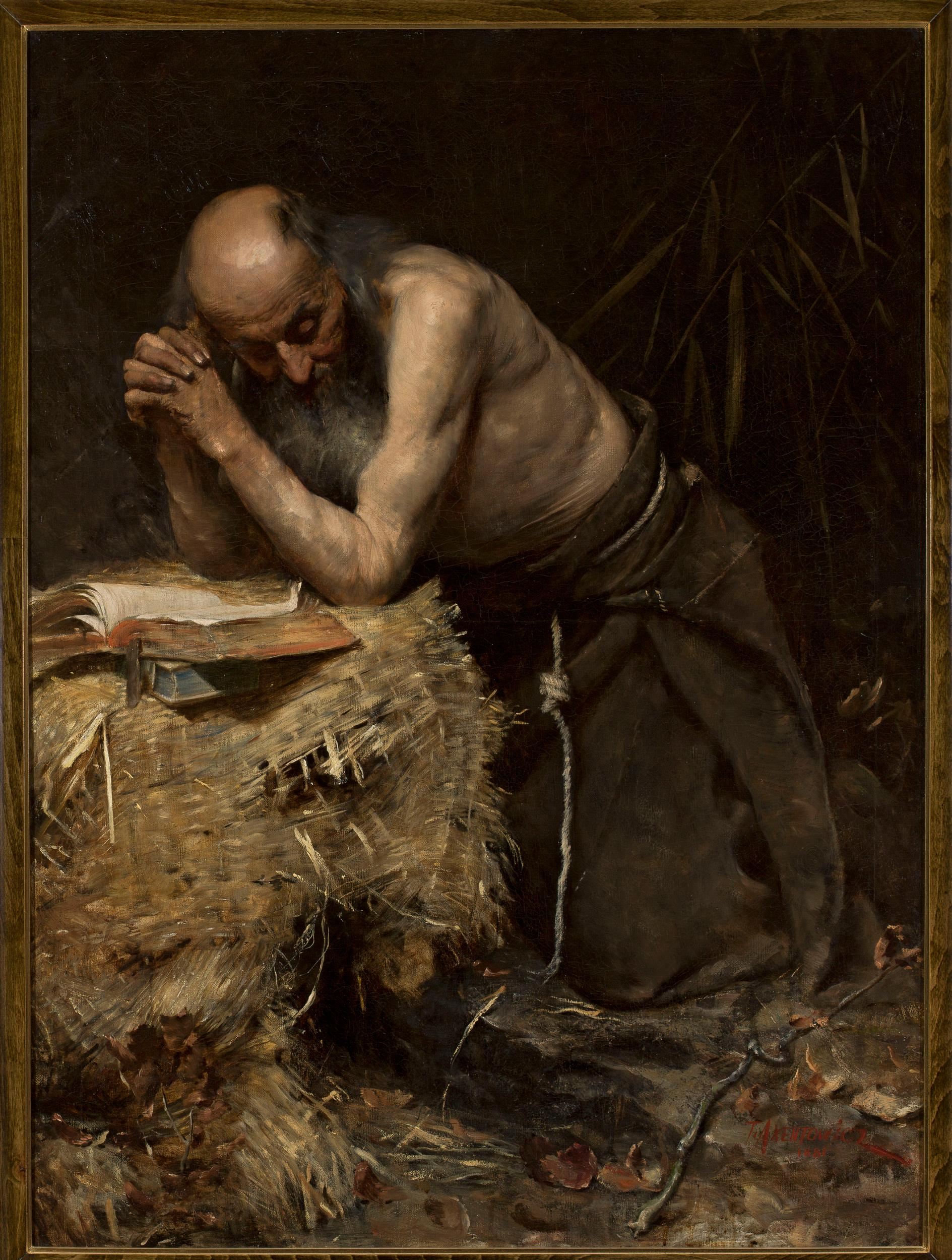
El anacoreta, obra del pintor polaco
Teodor Axentowicz. Museo Nacional de Varsovia.

La palabra anacoreta procede del latín anachorēta, y este del término griego ἀναχωρητής, compuesto por ἀνα y χωρέω, que significa 'retirarse' (del mundo). La definición del concepto puede tener varios matices, si bien interrelacionados: el de aquel que vive aislado de la comunidad o también para referirse a quienes rehúsan los bienes materiales, y el de alguien que se retira a un lugar solitario para entregarse a la oración y a la penitencia.

## Contexto histórico
Los anacoretas conocidos ya en tiempo de los judíos comenzaron a extenderse desde los principios del cristianismo y se multiplicaron durante los siglos II y III a causa de las persecuciones, refugiándose gran número de ellos en la Tebaida (Egipto). Pensaban que, apartándose de la sociedad humana, obedecían además el mandato cristiano de «no ser parte del mundo».
El anacoretismo es un tipo de vida que surge como consecuencia de una corriente espiritual de la iglesia de Cristo a inicios del siglo IV: la espiritualidad monástica. Esta corriente espiritual buscaba la limpieza de corazón, la cual se conseguía mediante el desprendimiento de todo lo creado (apartamiento del mundo) y la práctica de la caridad. La limpieza de corazón era el requisito para la posesión del Reino de Dios, que en este mundo se obtiene por la contemplación divina y cristalizada en una forma de vida que se denomina vida contemplativa.
La primera manifestación de importancia de la vida anacoreta sucedió en Egipto en torno a San Antonio Abad, quien congregó a su alrededor un gran número de discípulos que poblaron desiertos como los de Nitria y Scete. Su modo de vivir se caracterizaba sobre todo por la soledad y el silencio. Habitaban en cuevas o en cabañas, ya sea aislados o en grupos de dos o tres, dedicados plenamente a la oración, la penitencia y el trabajo manual. Una vez por semana, el domingo, los solitarios acudían a la iglesia en común para asistir a los oficios divinos y escuchar los consejos de los presbíteros.

## Ejemplos

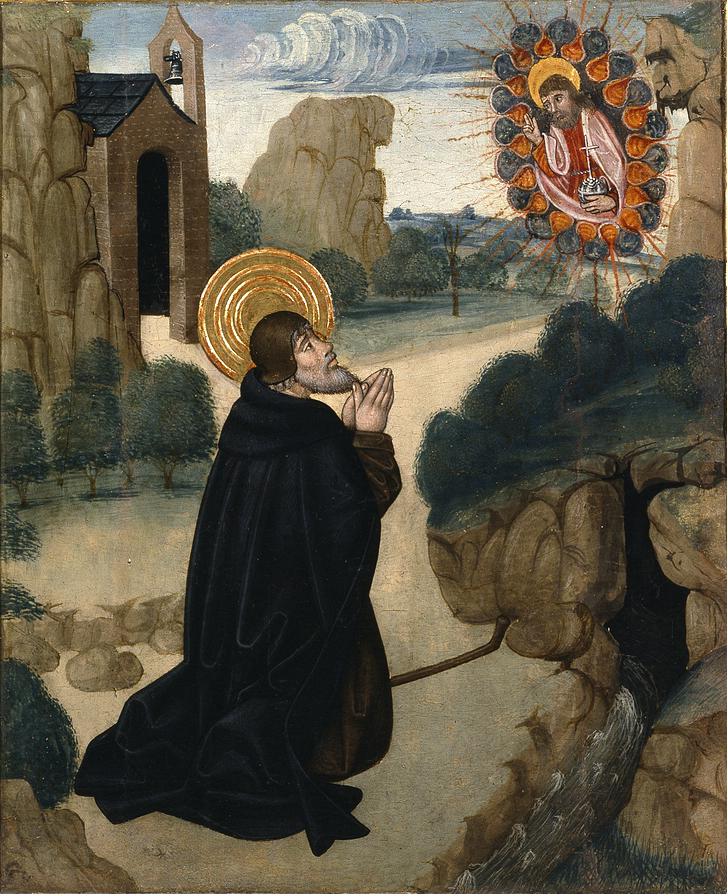
San Antonio Abad.

Se tienen noticias, entre otros anacoretas, de los santos Pablo, primer ermitaño (año 250), Antonio Abad, San Onofre, Pacomio, Simeón, San Rubén estilita, etcétera.
En los siglos XIX y XX, Carlos de Foucauld constituyó un ejemplo singular. Después de su conversión, rehusó conservar su gran fortuna, aunque no pareció tener intención de vivir aislado de la comunidad. Sin embargo, su deseo de servir a los últimos lo llevó al Sahara argelino, donde ejercitó largamente la oración y la contemplación. Sin dudas, Foucauld constituyó, entonces y en la actualidad, un ejemplo del retorno a la espiritualidad del desierto en la era contemporánea.